# 中国 (小惑星)
中国（ツォングォ、3789 Zhongguo）は、太陽系の小惑星のひとつ。火星と木星の間の楕円軌道を公転している。

## 発見と命名
この小惑星は、1928年に中国人の張鈺哲 によって発見され、仮符号1928 UFを与えられると共に英語で「中国」をあらわす「チャイナ“China”」と命名されたが、その後観測されず見失われていた（現在では正式登録前に命名されることはない）。その後、1957年に発見された1957 UN1がこの「チャイナ」の再発見と誤認され、“1125 China”として登録された。しかし1986年になり1928 UFが本当に再発見されたことで、先の「再発見」は誤りであったことが判明した。
このため小惑星番号1125と“China”の名称はそのまま1957 UN1に割り当てられ、本来の「チャイナ」＝1928 UFについては改めて中国の標準語とされている普通話における「中国」のローマ字（拼音）表記“Zhōng guó”から名付けられることとなった。